# Jean-Philippe de Saxe-Altenbourg
Titre
Duc de Saxe-Altenbourg
1603 – 1er avril 1639
Jean-Philippe de Saxe-Altenbourg (25 février 1597, Torgau – 1er avril 1639, Altenbourg) est un prince allemand de la maison de Wettin, duc de Saxe-Altenbourg de 1603 à sa mort.

## Famille

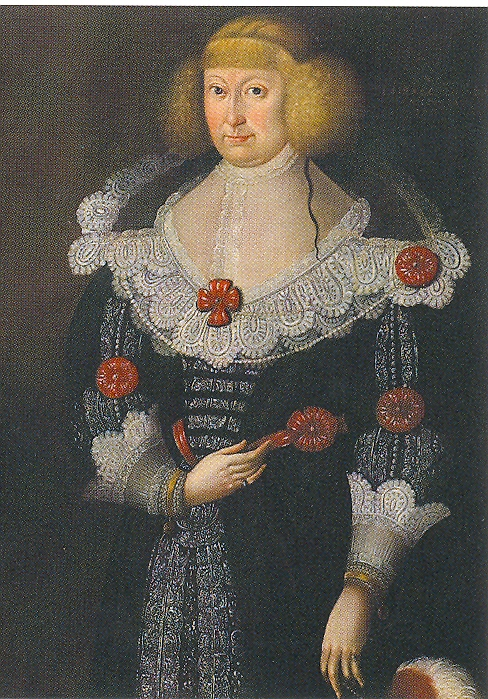
Élisabeth de Brunswick-Wolfenbüttel.

Jean-Philippe est le quatrième fils (et l'aîné des fils survivants) de Frédéric-Guillaume Ier de Saxe-Weimar et d'Anne-Marie de Palatinat-Neubourg.
Le 25 octobre 1618, Jean-Philippe épouse à Altenbourg Élisabeth de Brunswick-Wolfenbüttel, fille du duc Henri-Jules de Brunswick-Wolfenbüttel. Ils ont une fille :
- Élisabeth-Sophie de Saxe-Altenbourg (1619-1680), épouse en 1636 Ernest Ier de Saxe-Gotha.

## Biographie
À sa mort, en 1602, le duc Frédéric-Guillaume Ier de Saxe-Weimar laisse quatre fils en bas âge. Son frère Jean II lui succède à la tête du duché. L'année suivante, en compensation, les fils de Frédéric-Guillaume reçoivent un nouveau duché, celui de Saxe-Altenbourg, sur lequel ils règnent conjointement sous la tutelle des électeurs Christian II, puis Jean-Georges Ier de Saxe.
En 1618, Jean-Philippe atteint sa majorité et devient le maître de facto de la Saxe-Altenbourg. Parmi ses frères, deux meurent avant lui sans laisser de descendance, mais lui-même n'a qu'une fille, et à sa mort, c'est son dernier frère survivant, Frédéric-Guillaume, qui lui succède.